# Сертич, Грегори
Грегори Сертич (фр. Grégory Sertic, хорв. Grégory Sertić; род. 5 августа 1989[…], Бретиньи-сюр-Орж, Эсон, Франция) — французский футболист хорватского происхождения, опорный полузащитник. В 2013 году получил гражданство Хорватии, дававшее ему право выступать за сборную этой страны.

## Клубная карьера
Сертич родился 5 августа 1989 года в городе Бретиньи-сюр-Орж в семье хорватского происхождения. Воспитанник футбольной школы клуба «Бордо». Профессиональную футбольную карьеру начал в основной команде того же клуба. Дебютировал 11 ноября 2008 года в матче Кубка французской лиги против «Генгама», вышел на замену и сыграл 12 минут. Матч завершился победой со счётом 4:2. Он впервые вышел в основном составе 25 апреля 2009 года в матче с «Ренном», его команда победила со счётом 3:2. Сертич сыграл 69 минут, прежде чем был заменён. На следующей неделе он снова вышел в основе против «Сошо» и забил свой первый в карьере гол на седьмой минуте. За первый сезон он принял участие в 18 матчах чемпионата.
30 августа 2010 года он для получения игровой практики был отдан в аренду «Лансу» на один сезон. Сертич получил футболку с номером 10, который остался после ухода Деяна Миловановича. Он дебютировал в матче против «Лилля», который закончился поражением. По итогам сезона команда вылетела в Лигу 2.
В 2011 году Сертич вернулся в «Бордо». 11 августа 2012 года в ходе первого тура Лиги 1 Сертич хорошо сыграл против «Эвиана», ему стал больше доверять тренер Франсис Жийо. В результате отсутствия Ярослава Плашила из-за травмы тренер «Бордо» решил доверить Сертичу место в составе в игре против «Ренна», а затем и в матче Лиги Европы против «Црвеной Звезды», где футболист хорошо проявил себя. 17 апреля 2013 года он забил со штрафного в матче против «Ланса», что позволило «Бордо» сравнять счёт и в итоге выйти в полуфинал кубка Франции. До 2017 года он провёл 137 матчей в чемпионате за клуб.
30 января 2017 года Сертич присоединился к другому клубу Лиги 1, «Олимпик Марсель», подписав контракт на три с половиной года.

## Выступления за сборную
25 мая 2009 года Сертич был вызван в состав молодёжной сборной Франции на Турнир в Тулоне, дебютировал в матче против Португалии. Всего на молодёжном уровне сыграл в пяти официальных матчах.

## Достижения
- Бордо
  - Чемпион Франции: 2008/09
  - Серебряный призёр чемпионата Франции: 2007/08
  - Обладатель Кубка Франции: 2012/13
  - Обладатель Суперкубка Франции: 2008
  - Обладатель Кубка Французской лиги: 2006/07, 2008/09